# Stefano Pantano
Stefano Pantano (ur. 4 maja 1962 w Rzymie) – włoski szpadzista, trzykrotny medalista mistrzostw świata.
Podczas mistrzostw świata w Denver w 1989 roku Włosi w składzie: Sandro Cuomo, Angelo Mazzoni, Stefano Pantano i Sandro Resegotti zdobyli złoty medal w turnieju drużynowym. W tej samej konkurencji zdobył też złote medale na mistrzostwach świata w Lyonie (1990) i mistrzostwach świata w Essen (1993).
Wystartował na igrzyskach olimpijskich w Seulu (1988), gdzie w turnieju indywidualnym był czternasty, a drużynowo zajął czwarte miejsce. Na rozgrywanych cztery lata później igrzyskach olimpijskich w Barcelonie był piąty w zawodach drużynowych.